# Агирре-и-Гарсия, Грегорио Мария
Грегорио Мария Агирре-и-Гарсия (исп. Gregorio María Aguirre y García; 12 марта 1835, Ла-Пола-де-Гордон, Испания — 10 октября 1913, Толедо, Испания) — испанский кардинал, францисканец. Епископ Луго с 27 марта 1885 по 21 мая 1894. Архиепископ Бургоса с 21 мая 1894 по 29 апреля 1909. Апостольский администратор Калаорры-и-Ла-Кальсада со 2 декабря 1899 по 29 апреля 1909. Архиепископ Толедо, примас Испании и патриарх Западной Индии с 29 апреля 1909 по 10 октября 1913. Кардинал-священник с 15 апреля 1907, с титулом церкви Сан-Джованни-а-Порта-Латина с 19 декабря 1907.